# Hirotaka Takeuchi
Hirotaka Takeuchi (jap. 竹内 弘高 Takeuchi Hirotaka; ur. 16 października 1946) – dziekan studiów podyplomowych w Instytucie Badania Strategii Korporacji Międzynarodowych Uniwersytetu Hitotsubashi w Tokio. W latach 1989–1990 wykładał gościnnie w Harvard Business School.

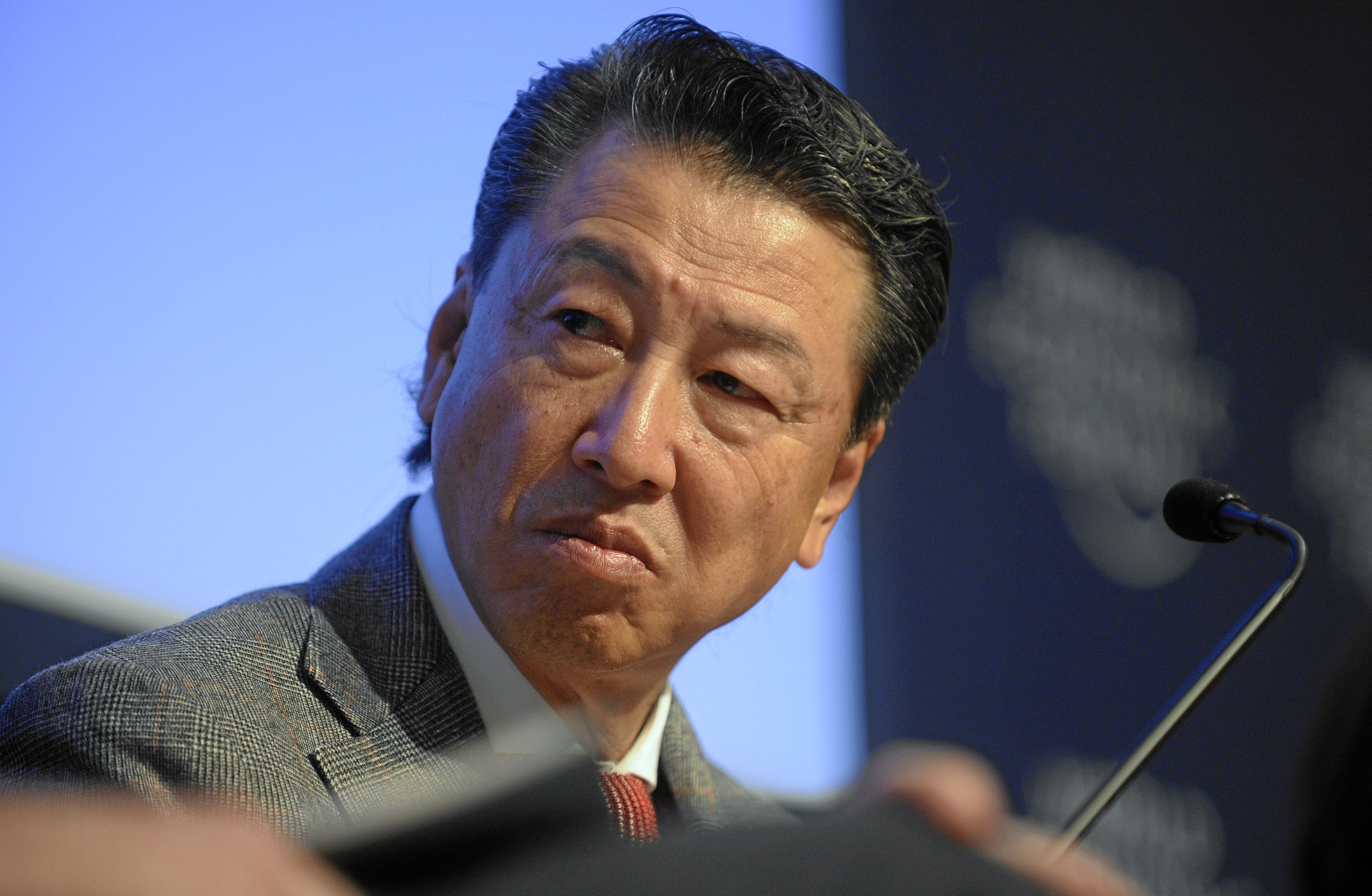
Hirotaka Takeuchi

Takeuchi posiada dyplomy MBA i PhD uzyskane w Haas School of Business na Uniwersytecie Kalifornijskim w Berkeley oraz BA na International Christian University w Tokio. Był współautorem książki Michaela Portera Can Japan Compete?. BusinessWeek opisał go jako jednego z 10 czołowych “profesorów szkół zarządzania dla wewnętrznych korporacyjnych programów edukacyjnych” na świecie. Pracował jako doradca biznesowy w McKinsey & Company oraz w branży reklamowej w McCann Erickson w Tokio i San Francisco.
Wraz z Ikujirō Nonaką opublikował kilka znaczących artykułów na temat zarządzania wiedzą ukrytą (nieustrukuryzowaną), w tym model akumulacji wiedzy ukrytej (model Nonaka-Takeuchi). Uważa się go za jednego z pomysłodawców metodyki zarządzania projektami Scrum.